# Palazzo Marelli
Il Palazzo Marelli (Lou Palah in patois hônois) è un'ex dimora feudale seicentesca situata al centro del paese di Hône, in Valle d'Aosta, in via Vareyna n°5, vicino alla chiesa parrocchiale di San Giorgio.

## Storia
Nel 1669, dopo quasi un secolo nelle mani dei signori Bruiset, metà del territorio di Hône tornò sotto la giurisdizione dei Savoia dopo il pagamento di un consistente riscatto. La casata sabauda, però, non reputò la zona degna di considerazione e dopo appena quindici anni (1684) la concesse in feudo al conte Giovanni Pietro Marelli (Jean-Pierre Marelli), soprintendente generale delle armi e delle munizioni per i Savoia.
Sul finire del XVII secolo la famiglia Marelli fece costruire, al centro di Hône, un palazzo che all'epoca fu definito uno chateau à la moderne (un castello alla moderna), la cui struttura di sviluppava in senso orizzontale ed era arricchita da giardini e orti interni. Ad ogni modo, nel 1727 il palazzo era finito nelle mani di un affittuario del luogo, tale Joseph d'Antoine Priod, che lo lasciò in eredità al figlio Emanuel, un notaio. Di conseguenza, l'edificio non serviva più da dimora feudale bensì come cascina di campagna.
Da una valutazione degli eredi Priod sappiamo che già nel primo Settecento gli infissi del palazzo erano in parte rovinati, il camino della cucina al pian terreno era in cattivo stato così come la pavimentazione era stata danneggiata da umidità e infestazioni varie. Ciononostante, in seguito una stalla del palazzo venne recuperata e adibita a scuola locale.
Poche sono le notizie delle epoche successive, se non che verso la metà del XIX secolo la dimora fu acquistata dal sindaco Giovanni Antonio Colliard e restò nelle mani dei Colliard fino alla metà del Novecento. A quel punto, in un'Italia del secondo dopoguerra povera di mezzi e risorse, la struttura fu pesantemente stravolta e trasformata per essere recuperata come abitazione. Anche il circondario è cambiato e oggi l'edificio, nonostante la sua storia, non spicca neppure più.